# Zef Zorba
Zef Zorba (ur. 1920 w Kotorze, Czarnogóra  – zm. 6 stycznia 1993 w Szkodrze) – albański dramaturg, poeta, prozaik i reżyser teatralny.

## Życiorys
Urodził się w Czarnogórze, w rodzinie albańskiego kupca. Szkołę średnią ukończył w Szkodrze, po czym w 1941 podjął studia z zakresu nauk politycznych na wydziale nauk społecznych uniwersytetu w Padwie. Wydarzenia wojenne zmusiły go do przerwania studiów i powrotu do Szkodry w 1943, gdzie pracował w banku. W 1945 podjął pracę dyrektora i reżysera w domu kultury w Szkodrze. Tam też próbował wystawiać na lokalnej scenie dramaty Gjergj Fishty i Henrika Ibsena, które nie były akceptowane przez władze komunistyczne. Aresztowany we wrześniu 1946 pod zarzutem uprawiania wrogiej propagandy i agitacji Zorba spędził kolejne pięć lat w więzieniach i obozach pracy. Uwolniony w 1951 podjął pracę księgowego, którą wykonywał do emerytury w 1980 r.
Jego twórczość literacką odkryto dopiero po śmierci. Zaliczany do grona klasyków poezji albańskiej został wydany po raz pierwszy w 1994. Oprócz tomiku Buzë të ngrira në gaz, (Wargi zmrożone zabawą), Tirana 1994, Zorba pozostawił po sobie także dramaty, libretta, eseje i studia nad literaturą albańską, a także tłumaczenia poezji włoskiej. W 1996 został wyróżniony pośmiertnie nagrodą Martina Camaja.
Był żonaty (żona Terezina Pali), miał dwie córki (Elena i Luçia).
W grudniu 2007 r. na scenie Teatru Migjeni w Szkodrze odbyła się premiera dramatu Z.Zorby: Klithma ne Debore (Krzyk w śniegu).

## Twórczość
- 2010: Buzë të ngrira në gaz: ribotim i përmirësuar poezi

## Tłumaczenia polskie
- Gwóźdź, Zamiast wstępu, Kruja, Po tamtej stronie, Tej nocy święto, [w:] Nie jest za późno na miłość. Antologia poezji albańskiej XX wieku, przeł. M.Saneja, Sejny 2005.